# Ugadi
Ugadi (en télougou: ఉగాది (ugādi), en canarais : ಯುಗಾದಿ (yugādi) ; de ಯುಗ, yuga : ère, + ಆದಿ ādi : commencement ; le début d'une ère) est le jour de la Nouvelle Année pour les populations du Deccan, dans le sud de l'Inde. Si c'est sous ce nom que les télougouphones et les kannadophones désignent cette fête, les marathophones et les concanophones, eux, le célèbrent le même jour sous le nom de Gudi Padwa (en marathe : गुढीपाडवा (guḍhīpāḍvā), en concanais : गुडीपाडवो (guḍīpāḍavo)). 
L'Ugadi ou Gudi Padva correspond au premier jour du mois de Chaitra dans le calendrier luni-solaire dit Shalivahana (voir Calendrier hindou), suivi dans une grande partie de l'Inde péninsulaire. Sa date est déterminée par la Nouvelle lune qui succède à l'équinoxe de printemps. Un évènement ayant donc généralement lieu entre la seconde moitié du mois de Mars et la première moitié du mois d'Avril, dans le calendrier grégorien. 